# رينهام (كينت)
رينهام (بالإنجليزية: Rainham) هي مدينة في السلطة الوحدوية لميدواي، في كينت، جنوب شرق إنجلترا. تشكل المدينة منطقة حضرية مع المدن المجاورة تشاتام وروتشستر وسترود وجيلينجهام.
تاريخياً، كانت رينهام قرية منفصلة حتى عام 1928، حيث إضيفت إلى بلدية جيلينغهام، التي أُنشئت في الأصل في عام 1903 وكانت مُدرجة ضمن منطقة البنية التحتية لجيلينغهام في تحليل التعداد السكاني لعام 2011 من قبل مكتب الإحصاءات الوطني. وأصبحت جزءًا من سلطة ميدواي عندما تم دمج جيلينغهام مع المدن الأخرى لتشكيل سلطة ميدواي المُوحدة في عام 1998.

## الجغرافيا
تحتل رينهام مساحة كبيرة من الأرض من منحدر الانحدار لارتفاع معتدل في نورث داونز يبلغ حوالي 125 م فوق مستوى سطح البحر، وينحدر إلى واجهة الميناء الطبيعي لنهر ميدواي في الشمال، حيثُ تقع لندن تقريبًا على بُعد حوالي 63 كيلو متر إلى الغرب.

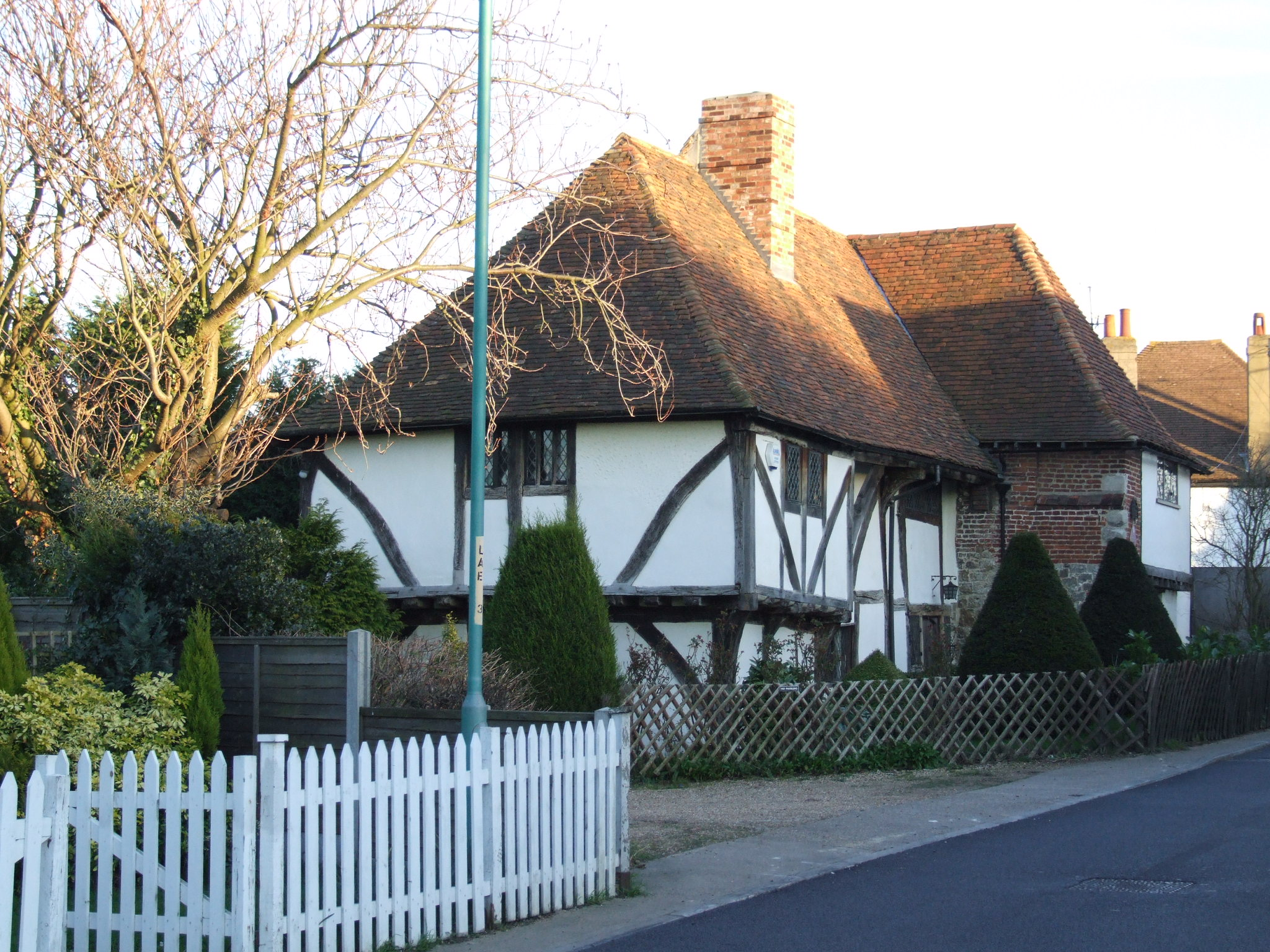
شارع لاور رينهام

هناك ثلاثة طرق تعبر البلدة؛ يمر الطريق السريع M2 على طول الحافة الجنوبية للبلدة، على بُعد حوالي ميلين 3.2 كيلومتر من وسط المدينة. والطريق الرئيسي الذي يمر عبر البلدة هو الطريق A2، والذي يتبع طريق واتلينج ستريت القديم، الطريق الروماني بين لندن وكانتربري. وأما الطريق الأشمل شمالاً، فيمر بالقرب من الضفة الجنوبية للنهر. وتتوفر هنا محطة للسكك الحديدية على خط شاتام الرئيسي، وتمر من خلال البلدة الطريق الوطني لركوب الدراجات رقم 1.
بُني مجمع بارك وود السكني جنوب رينهام بشكل رئيسي خلال الستينيات والسبعينات من القرن الماضي. استدعى بناء هذا المجمع تدمير واحدة من آخر المناطق الكبيرة من الغابات البقايا في شمال كنت. وتُعرف المنطقة باتجاه جيلينغهام باسم (رينهام مارك)، وهو اسم مأخوذ من حدود كنسية قديمة، و(ماكلاندز) هو جزء أقدم من المدينة شمالًا. وقد أطلق على حانة (ماكلاندز آرمز) هذا الاسم نسبةً إلى منزل مانور ماكلاندز. وكانت هذه المنزلية، التي تم تصنيفها الآن كواحدة من الدرجة الثانية، مسكنًا لأفراد عائلة ماكاي الذين كانوا يملكون شركة للطباعة في تشاتهام. وأصبحت مبنى الشركة الآن جزءًا من (CPi Books). وكانت رينهام السفلى، التي كانت في السابق قرية منفصلة، جزءًا أيضًا من المدينة الآن.

## التركيبة السكانية

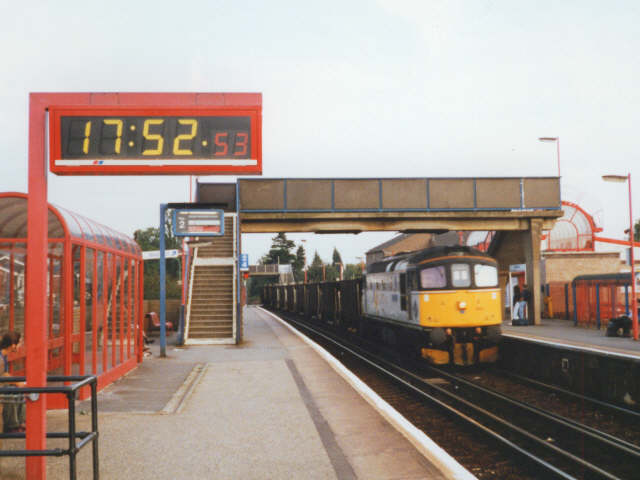
محطة رينهام في عام 1992

كانت رينهام في الأصل مستوطنة خطية على طول الطريق الرئيسي. بلغ عدد السكان في عام 1801 حوالي 422 نسمة، وبعد مرور قرابة قرنين من الزمان، تجاوز عدد السكان الثلاثين ألف نسمة بكثير. يمكن تعزيز جزء من السبب في هذه الزيادة الهائلة إلى السكك الحديدية. عندما بٌنيت السكك الحديدية في عام 1858، زاد حجم القرية تقريبًا فورًا. وعندما تم تحويل خط شاتهام الرئيسي إلى كهرباء في عام 1959، بدأت النمو الحضري من جديد كما هو الحال في جميع الأماكن التي خدمتها الخط، وكانت أحد النتائج بناء مجمع بارك وود كما ذُكر في السابق.

## وسائل الراحة

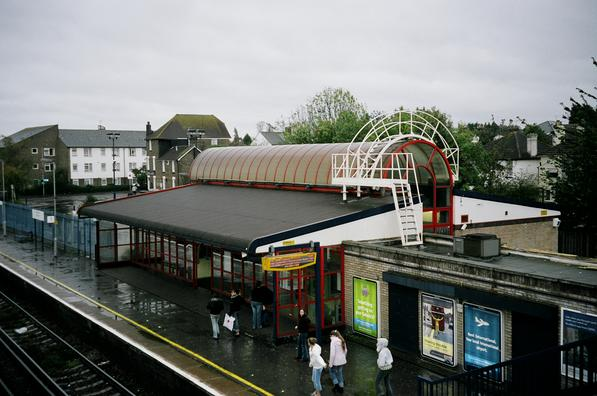
محطة رينهام

كنيسة الأبرشية في رينهام تكرس للقديسة مارغريت، بينما تكرس الكنيسة الكاثوليكية الرومانية للقديس توماس كانتربري.

## المرافق
تتضمن رينهام منطقة تجارية صغيرة، بما في ذلك سوق رينهام، والذي يحتوي على عدد قليل من المتاجر الكبيرة. بٌني المركز التجاري في السبعينيات بعد هدم مبنى المدرسة الكنسية القديمة. واٌفتتحت المدرسة الأصلية في عام 1846، وكانت مركزًا مجتمعيًا خلال السنوات الأخيرة من حياتها. كانت المدرسة، التي تدعى "سانت مارغريت"، قد انتقلت إلى المبنى القديم للمدرسة الثانوية في شارع Orchard في عام 1967.